# Alexandru Cartojan
Alexandru Cartojan (n. 1/14 ianuarie 1901, Vida-Cartojani, jud. Vlașca - d. 8 septembrie 1965) a fost un istoric, publicist și prozator român.
A fost fiul lui Gheorghe și al Cleopatrei Cartojan și văr de gradul al doilea cu Nicolae Cartojan.

## Educație
A urmat liceul la Turnu Măgurele și Vaslui, apoi a absolvit Facultatea de Litere și Filosofie la Universitatea din București. A fost elevul lui Nicolae Iorga.
La 15 ani a publicat o poezie intitulată „Pe lună” în revista Școlarii din București, dar nu a mai publicat alte versuri.

## Carieră
A efectuat serviciul militar la Regimentul 5 Dorobanți „Vlașca”, devenind ofițer de rezervă. În anii 1941-1942 a luat parte la campania din răsărit și a fost avansat în gradul de căpitan.
A fost profesor de istorie între anii 1922-1928 și 1934-1948. A predat la Liceul „Ion Maiorescu” din Giurgiu.
S-a numărat printre organizatorii societății culturale „Mihail Kogălniceanu”. În 1926 a sprijinit înființarea Școlii superioare de comerț din Giurgiu, devenită ulterior Liceul Comercial, iar în 1929, împreună cu profesorul Mauriciu Kandel, a scris broșura Centenarul liberării Giurgiului. A contribuit la construirea Ateneului „Nicolae Bălănescu” din Giurgiu, al cărui președinte a devenit după retragerea lui Nicolae Bălănescu.
În 1925, s-a înscris în Partidul Țărănesc, iar după fuziunea cu Partidul Național Român condus de Iuliu Maniu, a devenit membru al Partidului Național Țărănesc și a activat în organizația de Vlașca, în 1935 fiind ales președinte al organizației. După 23 august 1944 a fost cooptat membru al Delegației permanente a P.N.Ț., iar la 26 februarie 1945, Congresul județean l-a reales președinte. După 1947 a fost delegat secretar general al P.N.Ț., pentru numai 15 zile, când partidul s-a dizolvat.
A fost prefect de Vlașca între noiembrie 1928 și aprilie 1931, iunie 1932 și octombrie 1933, apoi deputat de Vlașca în Parlamentul României, între anii 1933-1937 și 1946-1947.

## Opere
- La legea administrației, discurs din 14 martie 1934 în ședința Adunării Deputaților, București
- Probleme de politică socială, discurs din 15 decembrie 1934 în ședința Adunării Deputaților[10]
- Petru Cercel - viața, domnia și aventurile sale, Editura Scrisul Românesc, Craiova, 1938

În 2016 a fost reeditată în cadrul Colecției Biblioteca Giurgiuveană cartea Petru Cercel - viața, domnia și aventurile sale, ediția din 1941.